# Martina Merlino
Martina Merlino (Roma, 10 agosto 1989) è un'attrice italiana.

## Biografia
Nata a Roma nel 1989, ancora studentessa del Liceo classico statale Giulio Cesare di Roma, ha fatto il suo debutto cinematografico a 13 anni con il film Dillo con parole mie (2003), regia di Daniele Luchetti, con Giampaolo Morelli, in cui è protagonista nel ruolo di Meggy.
Nel 2006 appare su Rai Uno nella serie televisiva Don Matteo 5 e su Rai 3 ne La squadra 7. Nel 2010 è nel cast della serie televisiva I liceali 3, regia di Francesco Miccichè.

## Filmografia

### Cinema
- Dillo con parole mie, regia di Daniele Luchetti (2003) - Ruolo: Maggie
- L'amore non esiste, regia di Massimiliano Camaiti - cortometraggio (2008)

### Televisione
- Don Matteo 5 - Episodio: Il ballo delle debuttanti, regia di Elisabetta Marchetti - Serie TV - Rai Uno (2006)
- La squadra 7, registi vari - Serie TV - Rai Tre (2006)
- I liceali 3, regia di Francesco Miccichè - Miniserie TV - Joi - Canale 5 (2011)